# Игор Белохлавек
Игор Белохлавек (23. јануар 1928, Земун — 1993, Београд) био је ликовни педагог, муралиста, графичар, сценограф, дизајнер, професор и уметник.
Основну школу и Шесту мушку гимназију завршио је у Београду, а потом и Вишу педагошку школу-сликарски одсек (1953) и Филозофски факултет-група за историју уметности (1964). 

## Ликовни педагог
Доласком у Шабац много је учинио на развијању ликовне културе у граду, а посебно се истакао у домену педагошког рада у Педагошкој школи као професор ликовног васпитања са методиком. Био је један од оснивача Октобарског салона у Шапцу 1954, најстаријег у Србији, а више пута је излагао групно и самостално широм тадашње Југославије.

## Уметник и муралиста
Био је веома разноврстан и свестран уметник. Бавио се израдом сценографија за позоришне представе, илустровао књиге и часописе у тушу и оловци, правио мурале (зидне слике и декорације), таписерије, линорез, радио у техни-кама кованог бакра и бакрописа, био је прави виртуоз у графици, посебно у сериографији, слике је радио у техникама акварела, темпере, уља и у комбинованој техници, бавио се графичким дизајном.
Међу графичкикм остварењима, посебно је запажена мапа од 10 графика, посвећена крвавом маршу Шабац-Јарак, као и скупина од 12 зодијачких знакова. Од радова у бакру, истичу се триптиси Мирис векова и Наша младост, као и серијал Играли се коњи врани.
Основне теме и неисцрпна инспирација Игорових радова су: коњи, кентаури, људске фигуре (портрети, мотив уснуле жене, плесачице), тигрови, кошуте, козорози.
Његов ликовни кредо био је следећи: "Кад се сликар ослободи притисака тржишта и моде, онда је сам са собом, лишен сваког притиска и срама лажне претензије, и тада има једна особа коју треба да задовољи - себе."
Имао је осам самосталних изложби: у Београду, Шапцу, Новом Саду, Бору, Чачку, Олтедалу и Ставангеру (Норвешка) и Сремским Карловцима. Групно је излагао највише у Шапцу (више од 30 пута), а затим у Београду, Ивањици, Новом Саду...
Објавио је знатан број стручних радова са тематиком ликовног васпитања у школама.

## Естетиста
Био је светски путник. Путовао је Европом, Азијом и Африком и упечатљиве детаље бележио прво фотоапаратом, а затим и видео камером. Обишао је близу седамдесет градова, међу којима су: Атина, Амстердам, Барселона, Бејрут, Беч, Бон, Брисел, Будимпешта, Букурешт, Валенсија, Копенхаген, Кордоба, Минхен, Москва, Ница, Никозија, Осло, Олимпија, Париз, Пиза, Помпеји, Праг, Равена, Рим, Салцбург, Ставангер, Стразбур, Солун, Сингапур, Ташкент, Теба, Уланбатор, Хаг, Фиренца, Цирих.
У Шапцу је годинама држао школу сликања за предшколски, школски и остали узраст. Свако је од њега могао добити стручни и људски савет. Из његовог атељеа, поред осталих, изашли су Маринко Марковић, Јован Лукић, Слободан Јеремић, Слободанка Ракић-Шефер и многи.